# Zomerhangmatspin
De zomerhangmatspin (Neriene radiata) is een spinnensoort in de taxonomische indeling van de hangmatspinnen (Linyphiidae).
Het dier komt uit het geslacht Neriene. De soort werd in 1842 beschreven door Charles Athanase Walckenaer.